# A Nosa Terra (1907)
A Nosa Terra  fue la publicación portavoz de Solidaridad Gallega que se editaba en La Coruña. Se fundó por iniciativa de Rodrigo Sanz, Manuel Murguía, Manuel Lugrís Freire y Florencio Vaamonde Lores. El primer número salió el 4 de agosto de 1907, dirigida por Eugenio Carré Aldao. Fue una publicación bilingüe, en la que predomina el uso del castellano y que reserva el gallego para los espacios de creación literaria. Se mantuvo hasta octubre de 1908, en total salieron 60 números. Entre los colaboradores estuvo Eladio Rodríguez González.